# Austromenidia gracilis
Austromenidia gracilis là một loài cá trong họ Atherinidae. Đây là loài bản địa Chile.